# Keep Away
Keep Away (в переводе с англ. — «Держись подальше») — второй сингл с первого, одноимённого альбома группы Godsmack. Одна из самых знаменитых песен группы. Держалась на 5-м месте в Mainstream Rock в 1999 году. Занесена в сборник лучших песен Godsmack «Good times, Bad times… Ten Years of Godsmack». Песня попала в Top 100 Greatest Rock под названием «Guitar Legends», а также на неё был снят клип.